# Polk County (Georgia)
Polk County is een county in de Amerikaanse staat Georgia.
De county heeft een landoppervlakte van 806 km² en telt 38.127 inwoners (volkstelling 2000). De hoofdplaats is Cedartown.

## Bevolkingsontwikkeling

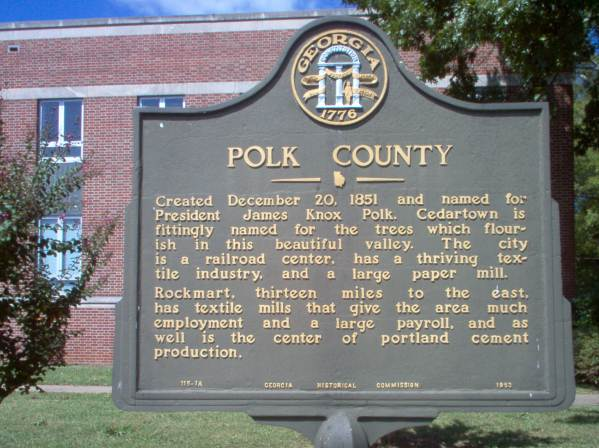
Plaquette bij het Polk County Courthouse